# 크시슈토프 비엘리츠키

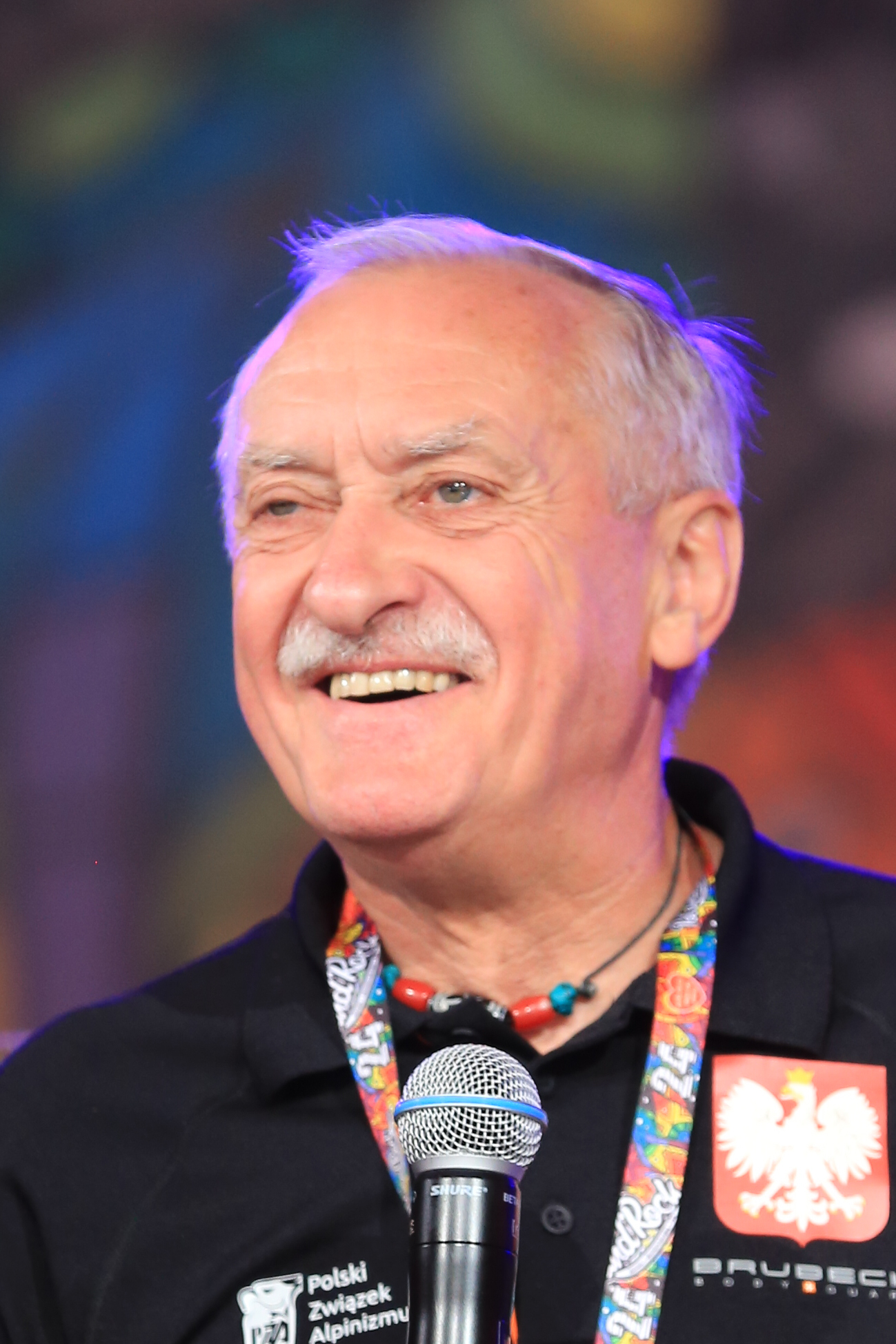
크시슈토프 비엘리츠키

크시슈토프 예지 비엘리츠키(폴란드어: Krzysztof Jerzy Wielicki, 1950년 1월 5일 ~ )는 폴란드의 산악인으로 세계에서 제일 저명한 히말라야 산악인 중 하나이다. 1980년부터 1996년까지 세계에서 5번째로 8000미터 봉우리 전 14좌 등정을 달성했다. 또한 이 기간 동안에 세계에서 최초로 에베레스트 산, 칸첸중가 산, 로체 산 동계 등정에 성공했다.

## 8000미터 봉우리전 14좌 등정기록
1. 1980년 에베레스트 - 첫 동계등정
2. 1984년 브로드피크 - 1일 만에 등정
3. 1984년 마나슬루 - 남남동 신루트
4. 1986년 칸첸중가 - 첫 동계등정
5. 1986년 마칼루
6. 1988년 로체 첫 동계등정
7. 1990년 다울라기리
8. 1991년 안나푸르나
9. 1993년 초오유
10. 1993년 시샤팡마 - 남쪽 신 루트, 단독, 24시간 만에 등정
11. 1995년 가셔브룸2봉
12. 1995년 가셔브룸1봉
13. 1996년 K2
14. 1996년 낭가파르밧

## 같이 보기
- 예지 쿠쿠츠카